# コーゲー
コーゲー （こーげー、โก๋แก่）は、タイで人気のあるピーナッツ菓子のブランド名である。ピーナッツがカリカリの殻で覆われていることに特徴がある。元来、ピーナッツのコーティングはココナッツクリーム味のみであったが、今ではさまざまな風味がある。コーゲーは円筒形の缶に入れて販売されており、その缶の大きさはさまざまである。米国や英国、オーストラリア、ドイツなどタイ国外にも輸出されている。コーゲーはオランダの菓子であるBorrelnootjeやオーストラリアの菓子であるタフナッツに似ている。